# Fidel Velázquez Sánchez
Pour les articles homonymes, voir Velasquez (homonymie) et Sánchez.
Fidel Velázquez Sánchez, né le 12 mai 1900 et mort le 21 juin 1997, est le principal dirigeant syndical mexicain du XXe siècle. En 1936, il est l'un des premiers fondateurs, avec Vicente Lombardo Toledano, de la Confédération des travailleurs du Mexique (CTM), la fédération nationale du travail la plus étroitement associée au parti au pouvoir, le Parti révolutionnaire institutionnel (PRI). 

## Biographie
Velázquez naît à San Pedro Azcapotzaltongo (aujourd'hui Villa Nicolás Romero) dans l'État de México. Son père est maire de la ville. La famille s'installe à Puebla, Puebla, pendant la révolution mexicaine. 
Après la mort de son père en 1920, Velázquez s'installe dans le quartier d'Azcapotzalco à Mexico, où il travaille, entre autres, à la livraison de lait. En 1923, il organise un syndicat des travailleurs de l'industrie laitière, qu'il affilie à la Confederación Regional Obrera Mexicana (CROM), la plus grande et la plus puissante confédération syndicale de l'époque et fait partie des principaux partisans des régimes de Plutarco Elías Calles et d'Álvaro Obregón. 